# 杉田郁子
杉田 郁子（すぎた いくこ、1931年5月1日 - 2009年）は、日本の女性声優。東京都出身。

## 略歴
女子美術大学卒業。
以前は劇団七曜会、劇団葦、東京俳優生活協同組合に所属していた。
2009年死去。

## 人物
声種はアルト。
ベティ・デイヴィスの吹き替えの多くを担当していた。
特技は新内（浄瑠璃）、歌舞伎調セリフ、講談調ナレーション。趣味は読書、絵画、邦楽。

## 後任
杉田の没後、持ち役を引き継いだのは以下のとおり。
- 沢海陽子 - 『天地無用! 魎皇鬼』：九羅密美守[6]
- 生田ひかる - 『エアポート'75』 : ヘレン・パトローニ ※フジテレビ版のBlu-ray追加録音部分

## 出演作品

### テレビアニメ
1964年
- 狼少年ケン（1964年 - 1965年）

1965年
- 宇宙パトロールホッパ（ダルトン夫人[7]）

1967年
- マッハGoGoGo（志村ミチ〈2代目〉）

1976年
- 母をたずねて三千里（セバーリョス夫人）

1977年
- あらいぐまラスカル（リリアン・ノース）

1978年
- ペリーヌ物語（シュザンヌ）

1979年
- ベルサイユのばら（1979年 - 1980年）

1984年
- 牧場の少女カトリ（ウッラ）

1987年
- エスパー魔美（高畑の母）

1998年
- MASTERキートン（村田のばあさん）

1999年
- ぶぶチャチャ（キシリー夫人）

2001年
- だいすき!ぶぶチャチャ（キシリー夫人）

2002年
- 天地無用! GXP（九羅密美守）
- 満月をさがして（桑原薫子）

2005年
- 蟲師（塊の祖母）
- MONSTER（スークの母）

### OVA
1998年
- ヨコハマ買い出し紀行（先生）

2003年
- 天地無用! 魎皇鬼（第三期）（九羅密美守）

### 劇場アニメ
2000年
- 機動戦士ガンダム 特別版（老婆）

### 吹き替え
- ベティ・デイヴィス
  - 化石の森
  - 愛の終幕
  - 愛の勝利
  - 過去のある女
  - 旧友
  - 禁じられた抱擁
  - 月光の女
  - 黒蘭の女
  - 女王エリザベス
  - 黄昏の惑い
  - 晩餐に来た男
  - 歩道の三人女
  - ラインの監視
- 大いなる遺産（エステラの少女時代〈ジーン・シモンズ〉）
- 七年目の浮気（マルグリット・チャップマン）
- ジャガーノート（シャーリー・ナイト）
- スウォーム（リタ〈パティ・デューク・アスティン〉）※テレビ朝日版
- 探偵ストレンジ「Ｘ線写真すりかえ事件」（ミス・コリンフォード〈アン・フェアバンク〉）
- 名誉と栄光のためでなく（ミシェル・モルガン）※テレビ東京版
- レジェンド・オブ・アロー（ハンナ・クレスウェル）※NHK版
- ミスター・エド

### その他
- ルーテルアワー「この人を見よ」（TBSラジオ / 日本ルーテル・アワー）
  - 「山の宿」（1965年） - 野菜売りのおつね
- こどもにんぎょう劇場
  - 「やま女房」
  - 「みにくいあひるの子」
- ペペとミミ - 語り